# Frank Oz
Richard Frank Oznowicz (Hereford, 25 mei 1944) is een Amerikaans poppenspeler, acteur en filmregisseur.

## Levensloop
De ouders van Oz waren ook poppenspelers. Zijn Vlaamse moeder Frances Ghevaert (1910–1989) en zijn van Joodse afkomst Pools-Nederlandse vader Isidore Oznowicz (1916–1998) vochten tijdens de Tweede Wereldoorlog bij de Prinses Irene Brigade en staken over naar Engeland, waar hij werd geboren. Toen hij zes maanden oud was verhuisde het gezin naar België. Hij groeide er op tot ze in 1951 naar de Amerikaanse staat Montana emigreerden.
Oz werd wereldberoemd toen hij voor het Amerikaanse Sesamstraat, en later voor The Muppet Show, diverse poppen speelde. Hieronder waren Bert, Grover en Koekiemonster uit Sesamstraat, en Miss Piggy, Fozzie Beer, Animal en Sam the Eagle in The Muppet Show. Samen met Jim Henson speelde hij de Zweedse Kok uit laatstgenoemde serie: Henson deed de stem en de mondbewegingen, maar de handen van het personage waren die van Oz.
Ook in allerlei andere programma's waar 'zijn' Sesamstraat-figuren en overige Muppets optraden verzorgde hij het poppenspel en de stemmen. In 1980 speelde hij een kleine bijrol in The Blues Brothers en kreeg hij de smaak te pakken van het acteren. Hij speelde vervolgens in diverse films, maar bleef ook werk verrichten voor Jim Hensons Muppets. Met de Sesamstraat-poppen werkte hij vanaf het begin in 1969. Sinds eind jaren 90 richtte hij zich steeds meer op regisseurswerk. Inmiddels heeft hij vrijwel al zijn Muppet-personages aan poppenspeler Eric Jacobson overgegeven.
Grote bekendheid verwierf Oz door de pop Yoda te spelen, de Jedi-meester uit de Star Warssaga. In Episode II en III van de saga is Yoda een CGI-personage geworden. Maar ook dan spreekt Frank Oz zijn stem in.
Als regisseur maakte hij zijn debuut met The Dark Crystal, een fantasyfilm waarin veel van Jim Hensons creaties speelden.

## Filmografie

### Als acteur
- The Blues Brothers (1980) - gevangenbewaarder
- An American Werewolf in London (1981) - als Mr. Collins en de stem van Miss Piggy
- Trading Places (1983) - politieman
- Spies like Us (1985) - examinator
- Innocent Blood (1992) - patholoog
- Blues Brothers 2000 (1998) - gevangenbewaarder
- Monsters, Inc. (2001) - stem van Fungus
- Zathura: A Space Adventure (2006) - stem van de robot
- Star Tours – The Adventures Continue (2011) - stem van Yoda
- Star Wars Rebels (2014-2018) - stem van Yoda
- Inside Out - stem van Subconscious Guard Dave
- Knives Out (2019) - Alan Stevens
- Star Wars: Episode IX: The Rise of Skywalker (2019) - stem van Yoda
- Inside Out 2 - stem van Mind Cop Dave

### Als poppenspeler
- Diverse personages in Sesamstraat en The Muppet Show, alsmede in alle Muppet-films tot circa het jaar 2000
- Star Wars: Episode V: The Empire Strikes Back (1980) - Yoda
- The Dark Crystal (1982) - de poppen Aughra en Chamberlain
- Star Wars: Episode VI: Return of the Jedi (1983) - Yoda
- Labyrinth (1986) - De wijze
- Star Wars: Episode I: The Phantom Menace (1999) - Yoda
- Star Wars: Episode II: Attack of the Clones (2002) - Yoda
- Star Wars: Episode III: Revenge of the Sith (2005) - Yoda
- Star Wars: Episode VIII: The Last Jedi (2017) - Yoda

### Als regisseur
- The Dark Crystal (1982)
- The Muppets Take Manhattan (1984)
- Little Shop of Horrors (1986)
- What about Bob? (1991)
- The Indian in the Cupboard (1995)
- Bowfinger (1999)
- The Score (2001)
- The Stepford Wives (2004)
- Death at a Funeral (2007)

- Bibsys: 90940990
- Biblioteca Nacional de España: XX1297899
- Bibliothèque nationale de France: cb12629444s (data)
- CiNii: DA13266135
- Gemeinsame Normdatei: 123934923
- International Standard Name Identifier: 0000 0001 1480 5270
- Library of Congress Control Number: n80035343
- MusicBrainz: 5d4fefea-3836-440d-b52a-f0ddd509ce09
- Nationale Bibliotheek van Tsjechië: xx0067081
- Nationale bibliotheek van Australië: 35873829
- Nationale Bibliotheek van Israël: 987007330498605171
- Nationale Bibliotheek van Polen: a0000001624834
- Nederlandse Thesaurus van Auteursnamen: 070621373
- SNAC: w6d64h44
- Système universitaire de documentation: 027054861
- Trove: 1125793
- Union List of Artist Names: 500474612
- Virtual International Authority File: 117464165
- WorldCat: E39PBJw8WC6PtMX9cV4gwpYHG3